# Severní Moravské Horácko
Severní Moravské Horácko je jednou z podoblastí Moravského Horácka. Počítá se sem Žďársko, Novoměstsko, Bystřicko, Jimramovsko, Svratecko a Velkomeziříčsko. Oblast má výrazně horský charakter, je zde množství lesů a poměrně hodně rybníků. V minulosti zde bylo typické pěstování lnu a brambor. Mezi typická zaměstnání patřilo tkalcovství nebo sklářství. Na přelomu XX. století se rozšířilo síťování, tzv. „necování“.

## Lidová architektura
Severohorácká lidová architektura využívá hlavně dřevo, kámen, v menší míře nepálené cihly, pálené cihly jsou zde novějšího  data. Převážně štítová zástavba tvoří obvykle nepravidelnou náves, která využívá nerovnostech terénu. Návesní prostor na středu obce, vzniklý z původního obecního pastviště, je nezřídka zčásti nebo úplně vyplněn rybníkem.
Vzácné nejsou ani typy tzv. horské kolonizace s rozptýlenou zástavbou. Poměrně často se dodnes setkáme se dřevěnými roubenými chalupami, někdy olíčenými vápnem, se složitě zdobenými štíty. Novějším typem je zděný dům z kamene s plastickou výzdobou na omítce. Staré domy jsou kryté šindelem, novější plechem, eternitem, dehtovou lepenkou. 
Z menších staveb jsou typické tzv. „haltýře“, roubené, deskové nebo zděné přístřešky nad pramenem, sloužící na chlazení potravin, zvl. mléka nebo technické stavby jako „pazderky“ a „běliska“, které souvisely s rozvinutým zpracováním lnu.

## Kroj
Pro lidový oděv na Horácku (horácký kroj) je typické užívání doma vyráběných látek: jednak pláten různých kvalit, jednak „konofasů“, určených na sukně, živůtky a ložní prádlo a v neposlední řadě „šarek“, z nichž se šily sukně jak pro všední tak i sváteční příležitosti. Široké uplatnění v oděvu i interiéru našel modrotisk. Horácký kroj dosáhl svého vrcholu po polovině XIX. století. Jako rezidua se některé součástky udržely až hluboko do století XX.
Pro Horácko je typická bílá dírková výšivka na plátně s výplněmi a pavoučky, povětšinou s rostlinným a květinovým vzorem, pouze v okolí Radostína nad Oslavou nacházíme i figurální motivy. Převážně mužskou záležitostí bylo vyšívání na vlně a kůži. Nejkrásnějšími příklady je barevná výšivka na bílých kožiších, která se soustřeďovala na zádech, menší motivy byl  u kapes. Aplikace z jemné bílé kůže byly prošívány jednoduchými ozdobnými stehy.
Koutní plachty, tzv. „boudnice“ byly vyšívány barevně s převahou červené barvy. Sloužily jako ochrana kolem postele šestinedělky a jejího dítěte a představovaly obřadní součást vybavení domácnosti. Kolem Velkého Meziříčí se vyskytovaly i boudnice s vodorovnou vložkou, v jiných částech regionu povětšinou s vložkou svislou.

## Řemesla
Nejdůležitějším hrnčířským střediskem oblasti je Svratka, kamnářským střediskem je Nové Veselí u Žďáru nad Sázavou. Známé sklárny byly v minulosti v Křižánkách nebo ve Vříšti, dodnes působí skláři ve Škrdlovicích a ve Žďáru nad Sázavou
Na činnost železáren v Polničce, které produkovaly litinu, navázal žďárský podnik ŽĎAS . Dalšími železářskými středisky byly Kadov nebo Milovy, na které navazovaly další na české straně Českomoravské vrchoviny.

## Lidové zvyky
Ze zvykosloví je pro tuto podoblast typické slavení tzv. „vostatků“, masopustní obchůzky s maškarami, u niž byly v minulosti leckdy přesně dané funkce. Zvláště na Žďársku se pořádaly tzv. „voračky“, ostatková zábava se sóly pro děvčata, při nichž se každá musela vyplatit. Dalším typickým zvykem je Otvírání studánek, konané každý rok u studánek Vitulka a Barborka na Třech Studních. Pro Bystřicko jsou dodnes typické hody se „stínáním berana“, jakýmsi lidovým divadlem, v němž se mísí staré, zřejmě již pohanské obřadní prvky s aktuálními žertovnými proslovy na téma „beránkových hříchů“. Nedochází však při něm už k usmrcení živého berana, beran buďto dostává pardon nebo je při aktu stínání nahrazený atrapou.

## Lidová hudba a tanec
Starou lidovou hudbu ve složení cimbál, housle a např. lesní roh nebo i gajdy (dudy) vystřídaly v polovině XIX. století sestavy s houslemi, kontrabasem a klarinetem. Později se začaly přidávat i plechové hudební nástroje a jako tzv. „štrajchy“ doprovázely lidové písně na Horácku až do zániku lidového repertoáru ve XX. století. Následně jejich místo zaujaly dechovky, které jen zřídka navazují na místní tradiční písňový a taneční repertoár.
Typickými tanci severního Moravského Horácka jsou tzv. směsky neboli tance přes nohu, tedy tance s proměnným rytmem - mateníky.  Společně s východočeskou oblastí tvoří mateníky hlavní ohnisko výskytu. Společně s Jižními Čechami a Brněnskem se zde tančí kola. Ty byly tančeny o přestávce u muziky bez doprovodu. Podle charakteru písní byl volen taneční krok.
Dalšími oblíbenými tanci byly tance kolové, jako tajče, lendlery, šotyše, kvapíky, mazurky nebo  třasláky.  Časté jsou figurální tance, při nichž je jednomu hudebnímu tématu odpovídá pevná pohybová skladba. Zvláště často byly tančeny řemeslnické tance jako ševcovská, řeznická, tesařská nebo mlynářská. Mezi obřadní tance patřil svatební tanec vdaných žen s cimbálem nebo mládětem, tedy buchtou s několika náplněmi a upečenými symboly plodnosti a štěstí nebo skákání na len během ostatkové zábavy.